# ガッジョ・ディーロ
ガッジョ・ディーロ(Gadjo Dilo)は1997年作成のフランス映画。トニー・ガトリフ脚本、監督。『ガッジョ・ディーロ』はロマ語で『愚かなよそ者』を意味する。
また、この映画で俳優としてのキャリアを持っている者は主演のロマン・デュリスとローナ・ハートナーのみで、その他の配役、映画の中で重要な配役であったイシドルを含めた全員が本物のロマ（ジプシー）である。

## 内容
ルーマニアとおぼしきとある田舎、ステファン（＝ロマン・デュリス）は雪道をひたすら歩いていた。長い旅路の中で彼の衣服は汚れ、ひげは伸び放題、おまけに靴まで破れてしまう始末、彼の旅の目的、それは『ノラ・ルカ』と呼ばれるロマの歌い手を探すことだった。
同じ時、警察に息子アドリアーニを不当に連行された、ロマたちの住む村の長老イシドルが寒い路上でウォッカを片手に警察署を前に大声で怒鳴りながらヤケ酒を喰らう。そこに宿を探しに警察署へ迷い来たステファン、しかし彼は門前で無視されてしまう。言葉が通じないものの、神の思し召しで自らの吐露を話す相手ができたとイシドルはステファンに強引に誘って酒を飲ませ酔い潰してしまう。これも神の思し召しとイシドルはステファンを自分の村に客人として連れて行く。こうしてステファンはジプシーの寒村に居候する身となった……。